# 激光夜视照明器
激光夜视照明，属于主动红外夜视照明。红外波长为人類肉眼看不见的波长，但是在近红外波段，CCD等电子设备可以偵側得到，主动红外夜视就是利用这个原理。而红外激光，由于光模式分布等问题，作为照明一般需要进行光斑匀化处理。光照匀化度是衡量激光夜视照明器性能的一个重要标准。